# Писуэрга
Писуэ́рга (исп. Pisuerga) — река на севере Испании, второй по величине приток Дуэро. Длина реки составляет 283 км, площадь водосборного бассейна — 15 828 км². Средний расход воды около 70 м³/с.
Берёт начало в Кантабрийских горах. Протекает через город Вальядолид, ниже которого впадает в Дуэро. С 1950 года сток реки зарегулирован водохранилищем около Агилар-де-Кампоо, что позволяет обводнять плато Месета.

## Притоки
- Эсгева
- Арланса
- Одра
- Вальдавия